# Julian Moszyński
Julian Moszyński herbu Łodzia (ur. w 1827, zm. w 1877 w Ufie) – polski inżynier budownictwa i architekt. Budowniczy licznych obiektów powstałych w ramach działalności służbowej oraz domów mieszkalnych i kościołów. Ojciec architekta Józefa Moszyńskiego.

## Życiorys
Był synem Antoniego i Ludwiki von Schenk. W latach 1843–1851 studiował w założonym w 1832 Instytucie Inżynierów Cywilnych (ros. Институт Гражданских Инженеровь в Петербурге) w St. Petersburgu. Po ukończeniu nauki został mianowany pomocnikiem ołonieckiej komisji budowlano-drogowej. Następnie był inżynierem na budowie Warszawskiej Drogi Żelaznej.
Po zakończeniu robót kolejowych otrzymał stanowisko architekta powiatowego w Suwałkach. Następnie był architektem gubernialnym – najpierw w Radomiu, a później w Ufie, gdzie zmarł w 1877. Jego symboliczny grób znajduje się na cmentarzu parafialnym w Grodzisku Mazowieckim.